# Geely Xingrui
Der Geely Xingrui (internationaler Modellname: Geely Preface) ist eine Limousine der Mittelklasse des chinesischen Automobilherstellers Geely der Marke Geely.

## Geschichte
Einen ersten Ausblick auf eine neue Limousine präsentierte Geely im April 2019 auf der Shanghai Auto Show mit dem Geely Preface Concept. Das Design (von Geely als Expanding Cosmos bezeichnet) wurde weiterentwickelt. Das Konzeptfahrzeug hat Portaltüren, die am Serienmodell nicht mehr verwendet werden. Andere Elemente wie der coupéhafte Dachverlauf finden sich auch am Serienmodell, das im August 2020 vorgestellt wurde. Marktstart in China war Anfang November 2020 als „Geely Xingrui“. Eine überarbeitete Version der Baureihe wurde im Juli 2022 vorgestellt. Weitere Modellpflegen folgten im Juni 2023 und im August 2025.
Eine Markteinführung in Russland wurde im Juli 2024 angekündigt.

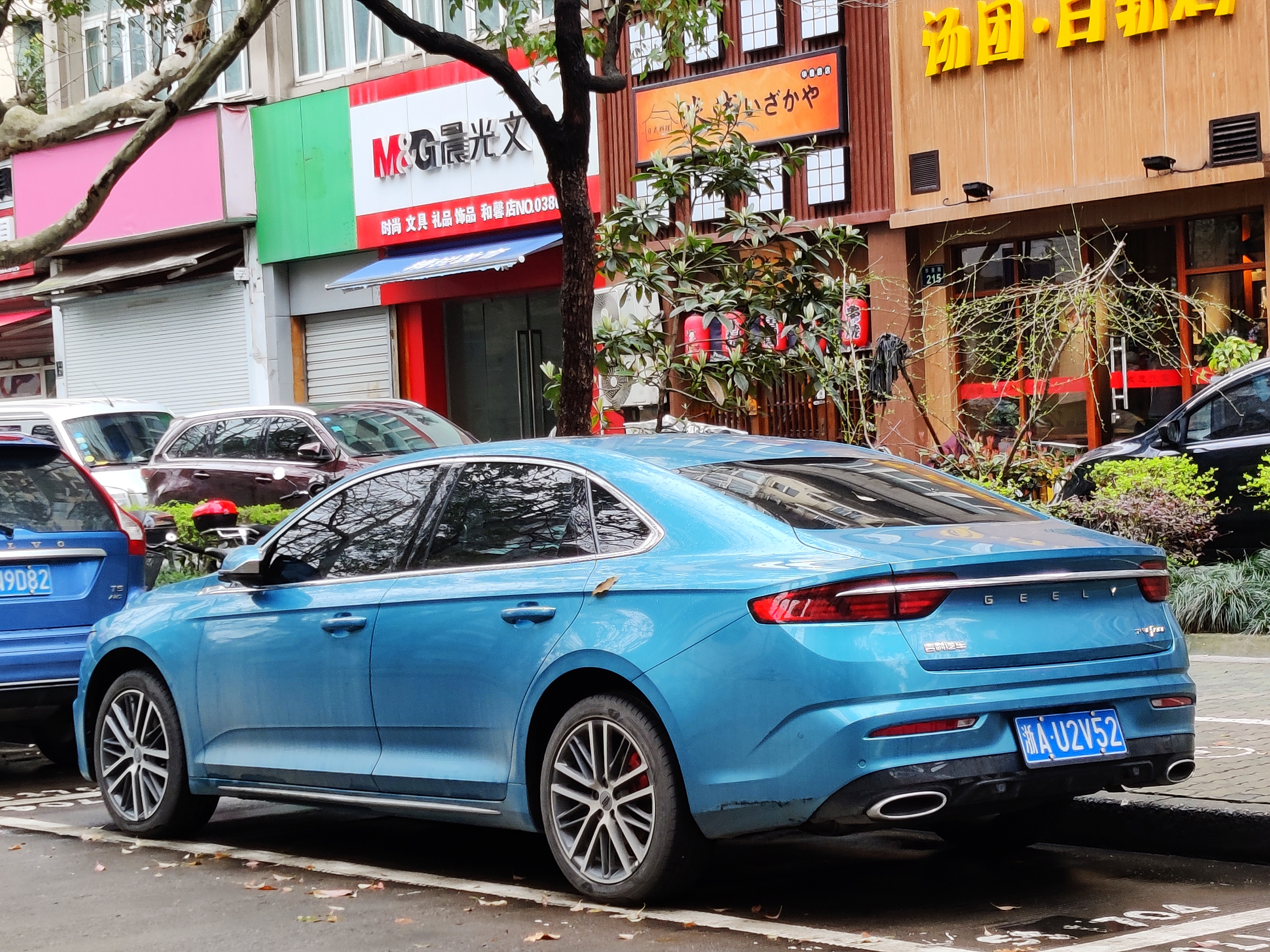
Heckansicht
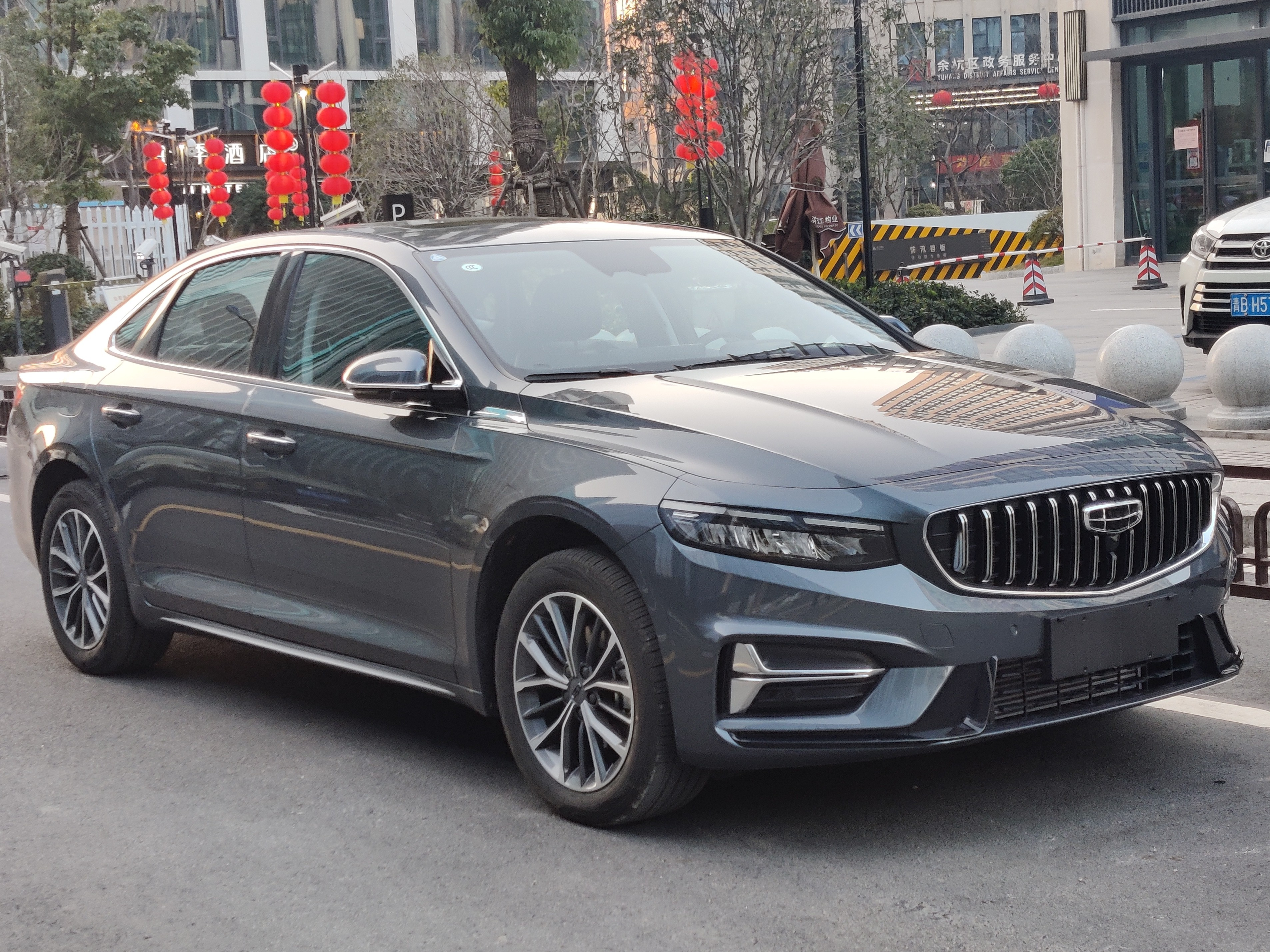
Geely Xingrui (seit 2022)
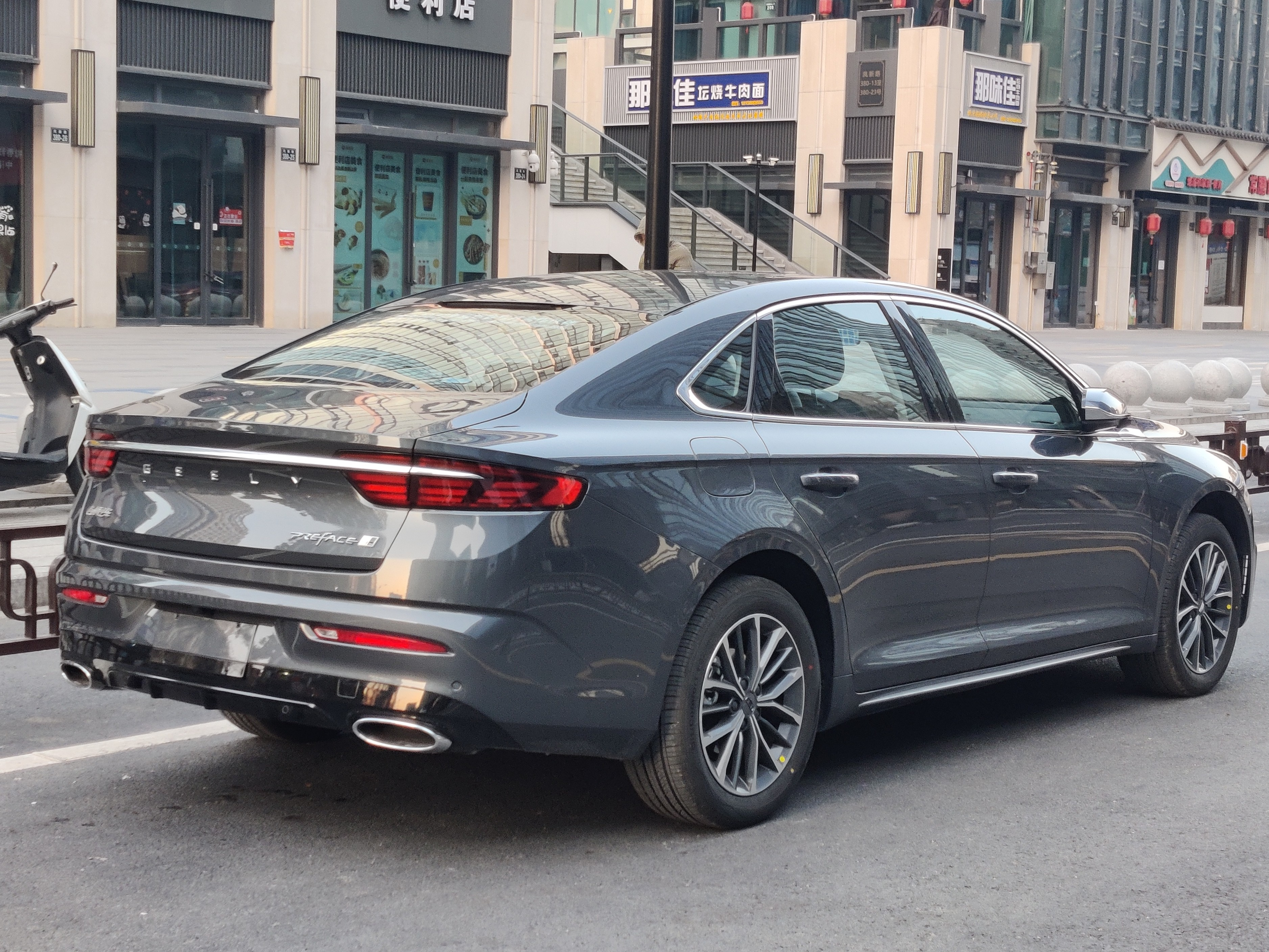
Heckansicht
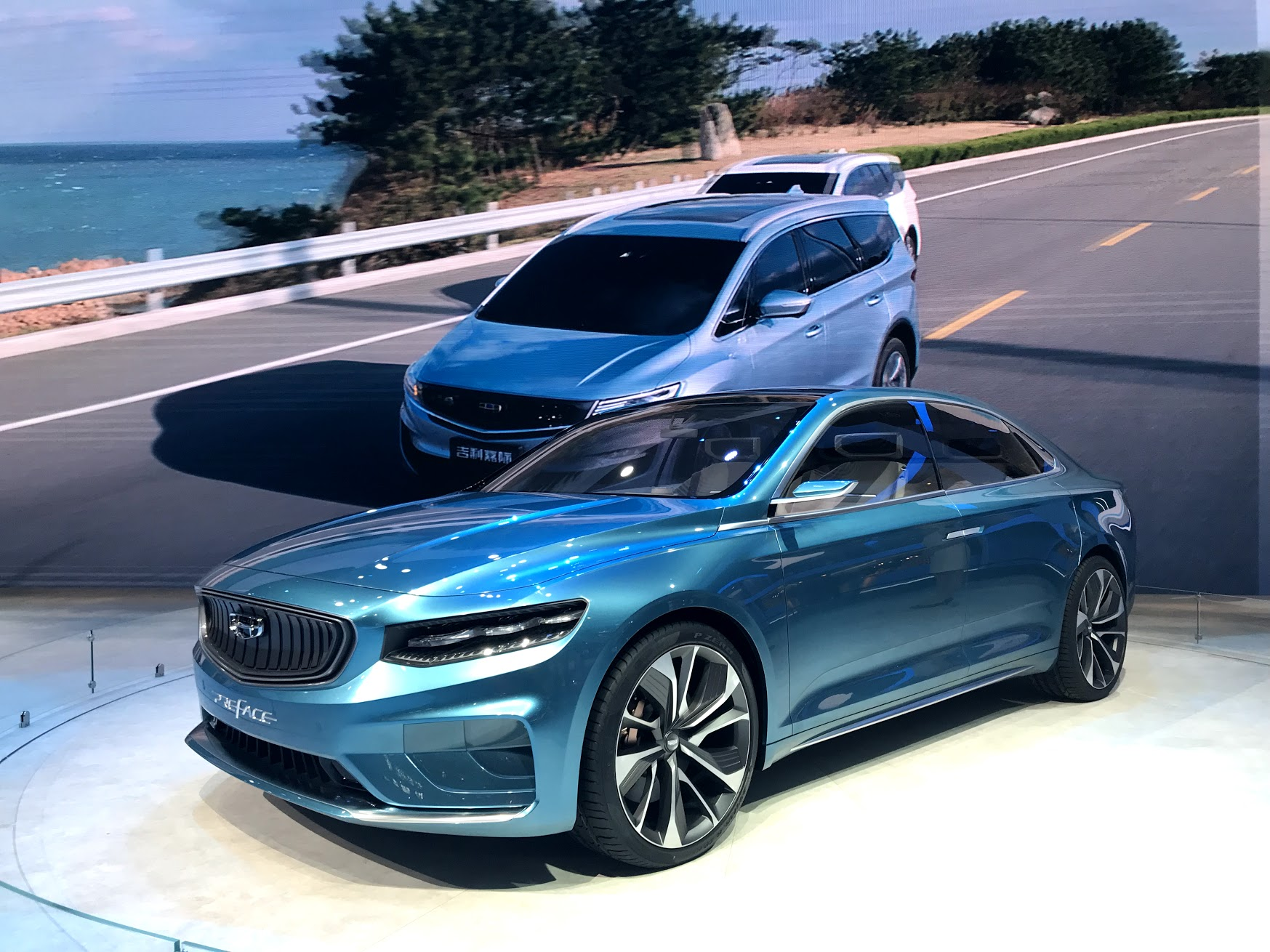
Geely Preface Concept auf der Shanghai Auto Show 2019

## Technik

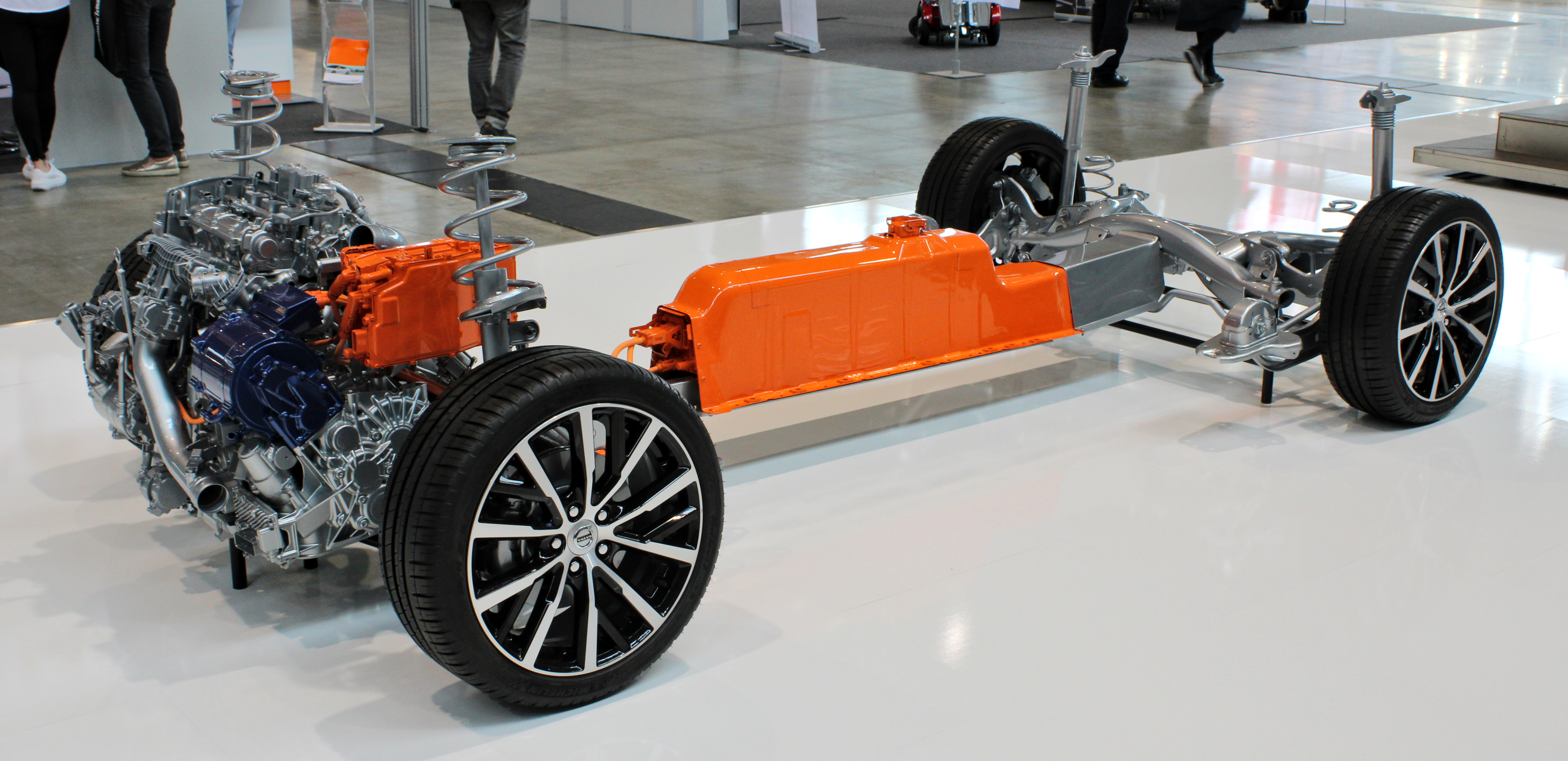
CMA-Plattform

Die Limousine ist nach dem Xingyue S das zweite Modell von Geely, das auf der modularen CMA-Plattform (Compact Modular Architecture) aufbaut. Bereits der Volvo XC40 und diverse Fahrzeuge von Lynk & Co nutzen sie. Auch der seit 2020 angebotene Polestar 2 baut auf dieser Plattform auf. Produziert wird der Xingrui gemeinsam mit anderen auf der CMA-Plattform aufbauenden Fahrzeugen im chinesischen Luqiao. Außerdem begann im Februar 2025 bei Belgee in Belarus die Fertigung.
Der Innenraum soll nach Aussagen des Herstellers vom Flugzeugbau inspiriert sein. Das Infotainmentsystem wird über einen 12,3 Zoll großen Touchscreen bedient und soll über Over-the-Air-Updates aktualisiert werden können. Gegen Aufpreis sind unter anderem ein Beduftungssystem mit einem Spezialfilter in der Belüftungsanlage oder ein Soundsystem von Bose erhältlich.

## Technische Daten
Zum Marktstart stand für den Xingrui ausschließlich ein aufgeladener Zweiliter-Ottomotor mit vier Zylindern und 140 kW (190 PS) zur Verfügung. Ein aufgeladener 1,5-Liter-Ottomotor mit 133 kW (181 PS) folgte im Juni 2023 und ein Otto-Hybrid im Dezember 2023. Die Version für Russland ist mit 147 kW (200 PS) etwas stärker.
|                                             | 1.5 TD                           | 2.0 TD                           | 2.0 TD                           | 2.0 TD                       | 2.0 TD           | 1.5 TD HEV                  |
| Markt                                       | China                            | China                            | Russland                         | China                        | China            | China                       |
| Bauzeitraum                                 | seit 06/2023                     | 11/2020–10/2024                  | seit 08/2024                     | seit 10/2024                 | ab 2025          | seit 12/2023                |
| Motorkenndaten                              |                                  |                                  |                                  |                              |                  |                             |
| Motortyp                                    | R4-Ottomotor                     | R4-Ottomotor                     | R4-Ottomotor                     | R4-Ottomotor                 | R4-Ottomotor     | R4-Ottomotor + Elektromotor |
| Motoraufladung                              | Turbolader                       | Turbolader                       | Turbolader                       | Turbolader                   | Turbolader       | Turbolader                  |
| Hubraum                                     | 1499 cm³                         | 1969 cm³                         | 1969 cm³                         | 1969 cm³                     | 1969 cm³         | 1499 cm³                    |
| max. Leistung Verbrennungsmotor bei min−1   | 133 kW (181 PS) bei 5500/min     | 140 kW (190 PS) bei 4700/min     | 147 kW (200 PS) bei 4500/min     | 175 kW (238 PS) bei 5500/min | 200 kW (272 PS)  | 120 kW (163 PS)             |
| max. Leistung Elektromotor                  | —                                | —                                | —                                | —                            | —                | 100 kW (136 PS)             |
| max. Drehmoment Verbrennungsmotor bei min−1 | 290 Nm bei 2000–3500/min         | 300 Nm bei 1400–4000/min         | 325 Nm bei 1800–4000/min         | 350 Nm bei 1800–4500/min     |                  | 255 Nm                      |
| max. Drehmoment Elektromotor                | —                                | —                                | —                                | —                            | —                | 320 Nm                      |
| Kraftübertragung                            |                                  |                                  |                                  |                              |                  |                             |
| Antrieb, serienmäßig                        | Vorderradantrieb                 | Vorderradantrieb                 | Vorderradantrieb                 | Vorderradantrieb             | Vorderradantrieb | Vorderradantrieb            |
| Getriebe, serienmäßig                       | 7-Stufen-Doppelkupplungsgetriebe | 7-Stufen-Doppelkupplungsgetriebe | 7-Stufen-Doppelkupplungsgetriebe | 8-Stufen-Automatikgetriebe   |                  | 3-Stufen-Elektrogetriebe    |
| Messwerte                                   |                                  |                                  |                                  |                              |                  |                             |
| Höchstgeschwindigkeit                       | 195 km/h                         | 210 km/h                         | 210 km/h                         | 215 km/h                     | 215 km/h         | 200 km/h                    |
| Beschleunigung, 0–100 km/h                  | k. A.                            | 7,9 s                            | 7,1 s                            | 6,6 s                        | k. A.            | 7,5 s                       |
| Kraftstoffverbrauch auf 100 km (kombiniert) | 6,7 l Super                      | 6,2 l Super                      | 7,2 l Super                      | 7,2 l Super                  | k. A.            | 4,2 l Super                 |
| Tankinhalt                                  | 50 l                             | 50 l                             | 49 l                             | 50 l                         | 50 l             | 50 l                        |
| Abgasnorm                                   | China VIb                        | China VIb                        | Euro 6                           | China VIb                    | China VIb        | China VIb                   |